# Mutne
Mutne (szlovákul Mútne) község Szlovákiában, a Zsolnai kerületben, a Námesztói járásban.

## Fekvése
Námesztótól 18 km-re északnyugatra fekszik.

## Története
1647-ben említik először, amikor Illésházy István utasítására a vlach jog alapján Bencsik Mátyás falut alapított a jolsvai uradalomhoz tartozó területen, a Mutnik-patak völgyében. A település nevét a patakról kapta. Az új településen 20 év elteltével már 29 család lakott. 1659-ben 488-an lakták, közülük 400 katolikus és 20 evangélikus. 1715-ben 360 lakosa volt. A 18. században a lakosság száma jelentős növekedésnek indult. Első fatemplomát 1790-ben Mária Magdolna tiszteletére építették.
A 18. század végén Vályi András így ír róla: „MUTNE. Elegyes Lengyel falu Árva Várm. földes Ura a’ K. Kamara, határja soványas.”
1828-ban 255 ház állt a településen, melyből 51 volt lakatlan. 1831-ben kolerajárvány pusztított. 1833-ban tűzvész söpört végig a falun. Lakói főként mezőgazdasággal, állattartással foglalkoztak.
Fényes Elek 1851-ben kiadott geográfiai szótárában így ír a faluról: „Mutne, tót falu, Árva vmegyében, 1356 kath., 11 zsidó lak., kik elszórt házakban laknak. Van kath. paroch. temploma 2 vizi és több fűrész malma, 84 4/8 sessioja. Juhtartása, s lentermesztése nevezetes. F. u. az árvai uradalom.”
A trianoni diktátumig Árva vármegye Námesztói járásához tartozott.

## Népessége
| Év:            | 1994. | 2004.   | 2014.   | 2024.    |
| -------------- | ----- | ------- | ------- | -------- |
| Emberek száma: | 2562  | 2805    | 2911    | 3249     |
| Eltérés:       |       | +9,48 % | +3,77 % | +11,61 % |

| Év:            | 2023. | 2024.   |
| -------------- | ----- | ------- |
| Emberek száma: | 3207  | 3249    |
| Eltérés:       |       | +1,30 % |

1910-ben 1725, túlnyomórészt szlovák lakosa volt.
2001-ben 2717 lakosából 2707 szlovák volt.
2011-ben 2878 lakosából 2855 szlovák.

## Nevezetességei
- Szent Mária Magdolna tiszteletére szentelt római katolikus plébániatemploma 1875 és 1876 között épült. 1921. május 21-én egy tűzvészben megsérült, de helyreállították.
- 1845-ben épített kápolnája.